# 抹消された世界遺産
UNESCOの世界遺産リストは後世に伝えるべき「顕著な普遍的価値」を持つ文化遺産や自然遺産の一覧であるが、登録理由となった要素が失われたと世界遺産委員会によって判断された資産などは、リストから抹消されることもある。そのような抹消された世界遺産は2021年の第44回世界遺産委員会（拡大）終了時点で3件存在している。UNESCOの世界遺産センターが公表している世界遺産リストでは、それらの物件は打ち消し線を引かれた状態で掲載されている。なお、その3件以外にも、過去に抹消の可能性が世界遺産委員会の審議で俎上に載せられた資産は複数存在している。
世界遺産センターが英文で deletion と表現する手続きについて、日本では「抹消」と訳す文献と、「削除」と訳す文献がある。また、抹消された世界遺産について、「元・世界遺産」と表現する文献もある。

## 規定
世界遺産条約には、世界遺産リストからの資産の抹消に関する規定は存在しない。しかし、「世界遺産条約履行のための作業指針」（以下、「作業指針」）には、以下のような規定が存在する。
第192段落の規定にあるように、登録された後に状態が悪化して抹消される場合と、懸念材料を抱えた状態で登録され、そのまま改善が見込めずに抹消される場合がある。後述するように、前者に該当するのがドレスデン・エルベ渓谷と海商都市リヴァプールの事例であり、後者に該当するのがアラビアオリックスの保護区の事例である。顕在的ないし潜在的脅威が存在する資産については危機にさらされている世界遺産（危機遺産）リストに記載して、国際的な支援を促すことが行われているが、状態の悪化が即座に抹消に繋がるとは限らない。たとえば、ターリバーンによって大仏が破壊された後に世界遺産登録された「バーミヤン渓谷の文化的景観と古代遺跡群」（アフガニスタンの世界遺産、2003年登録）のような事例もある。
なお、規定で何も言及がない通り、抹消に先立って危機にさらされている世界遺産（危機遺産）リストに記載されていることは必須要件ではない。実際、アラビアオリックスの保護区の場合、危機遺産登録期間なしに登録を抹消された。

## 抹消された事例
抹消された世界遺産は以下の通りである。
| 資産名                     | 保有国   | 世界遺産登録年 | 登録時の適用基準   | 危機遺産登録期間 | 抹消年 |
| -------------------------- | -------- | -------------- | ------------------ | ---------------- | ------ |
| アラビアオリックスの保護区 | オマーン | 1994年         | (10)               | なし             | 2007年 |
| ドレスデン・エルベ渓谷     | ドイツ   | 2004年         | (2), (3), (4), (5) | 2006年 - 2009年  | 2009年 |
| 海商都市リヴァプール       | イギリス | 2004年         | (2), (3), (4)      | 2012年 - 2021年  | 2021年 |

### アラビアオリックスの保護区

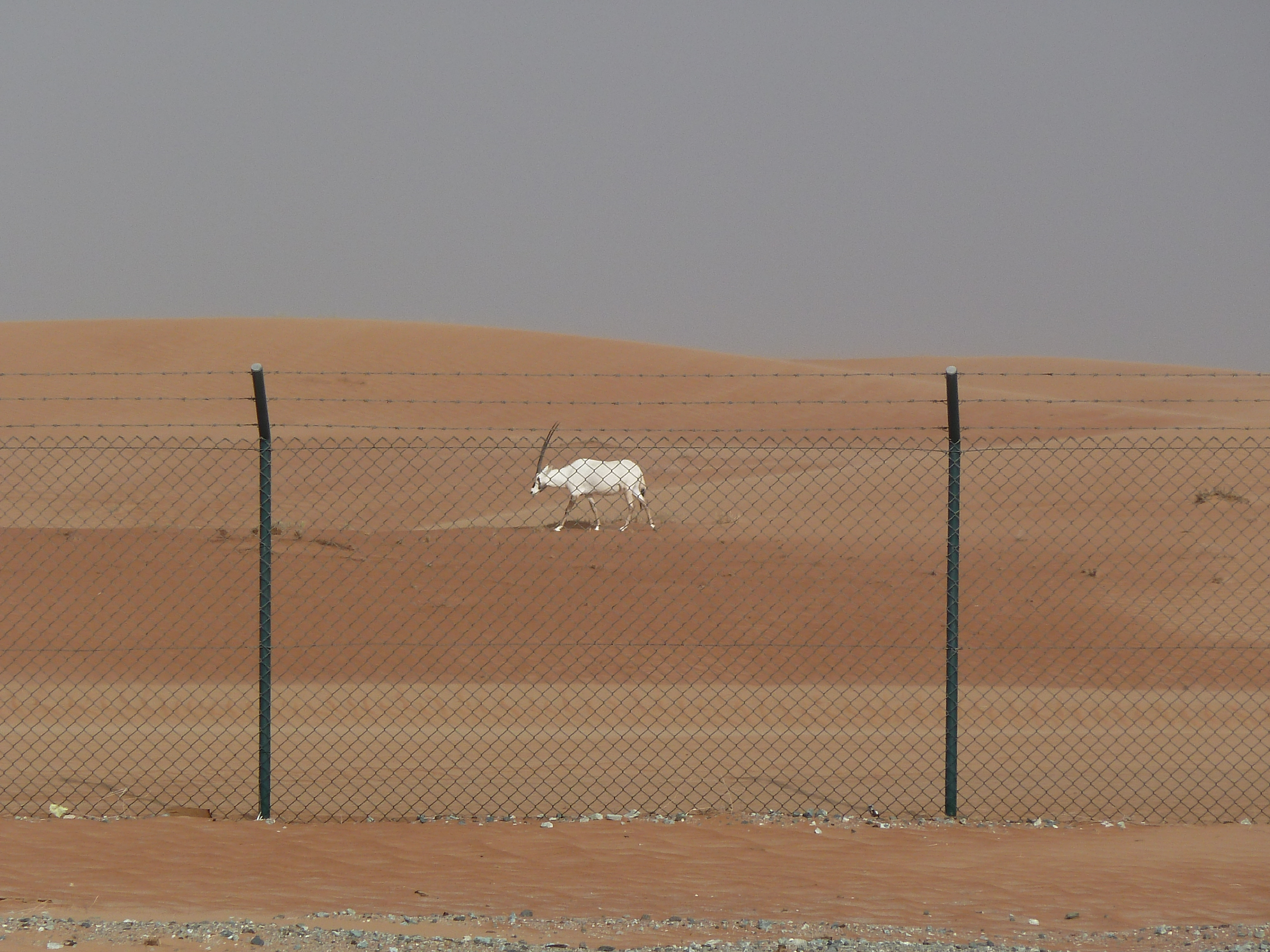
保護区のアラビアオリックス

アラビアオリックスの保護区はオマーンが1982年に設定した自然保護区であり、1994年に世界遺産リストに登録された。まっすぐ伸びた2本の角を持つウシ科のアラビアオリックスは、ユニコーンのモデルとも言われるが、角を目当てにした乱獲によって、1972年に一度は野生絶滅に追い込まれた。オマーン国王はジダット・アル・ハラシース平原に保護区を設定し、アメリカ動植物保護協会から譲り受けたアラビアオリックスの再導入を試みた。この資産の審議にあたり、世界遺産委員会の諮問機関（自然遺産分野）である国際自然保護連合 (IUCN) は、保護管理面の不備を理由に「登録延期」を勧告したが、委員会でオマーン代表がしかるべき対応をとることを約束したことから登録が認められた。
ところが、オマーン政府は2007年1月に、自然保護区の範囲を27,500km2から2,824 km2へと大幅に縮減した。実に約90 %におよぶ縮減である。この背景には天然ガス・石油などの資源開発優先の意向があった。この縮減は世界遺産委員会に無届けで行われたものであり、IUCNは世界遺産としての顕著な普遍的価値が失われたとして、「抹消」を勧告した。
委員会では抹消に躊躇する意見も複数出され、投票に持ち込まれたものの、抹消支持は13票で決議に必要な3分の2（21か国中14か国以上の賛成）に届かなかった。その後、ワーキンググループによる検討を経て、再び委員会審議になり、
委員国から以下のような反対意見が寄せられた。
しかし、オマーン当局が開発優先の意向を堅持したため、抹消と決議された。なお、登録時点で改善を約束した代表者と、抹消時点で開発優先を明示した代表者は同一人物である。これが世界遺産リストから抹消された初の事例である。

### ドレスデン・エルベ渓谷

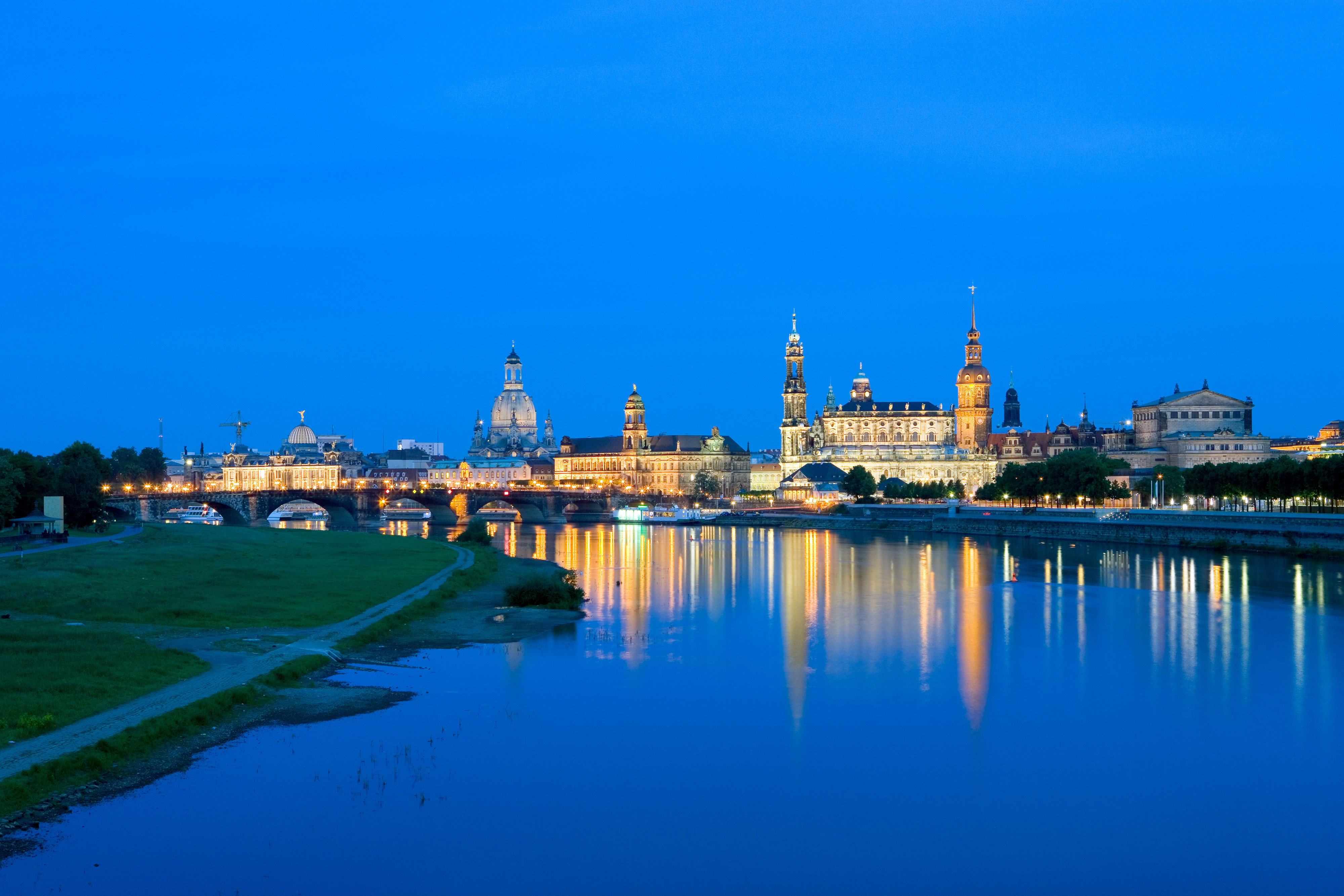
ドレスデンの夜景

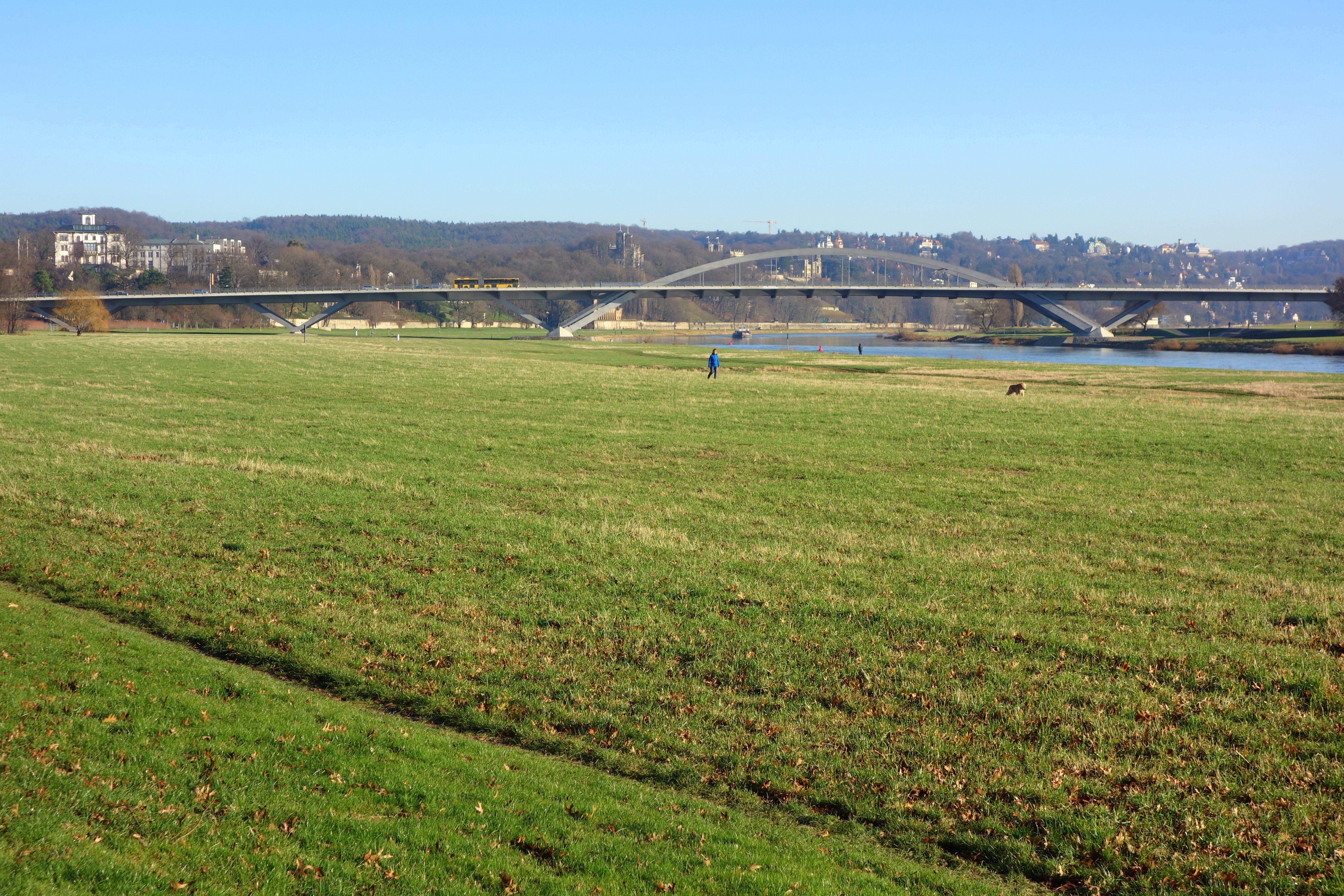
ヴァルトシュレスヒェン橋と周辺の景観

ドレスデン・エルベ渓谷は、ドイツの世界遺産の一つとして2004年に登録された。18世紀に「エルベ川のフィレンツェ」の異名をとった歴史的な都市ドレスデンとその周辺、ユービガウ城からピルニッツ城までのエルベ川沿岸約18 km が対象であった。ドレスデンには、18世紀にはマイセンで築いた巨富を背景に華々しい建造物群が建てられ、19世紀には工業都市として成長する中でネオ・ルネサンス様式のゼンパー・オーパー（歌劇場）などが建てられた。世界遺産としては、ドレスデンとその周辺に残る歴史的建造物群のみならず、周辺の自然と一帯になった文化的景観としての登録であった。
しかし、ドレスデンには第二次世界大戦以前から大規模な架橋計画が存在していた。その具体的な建設に向けた住民投票が2005年2月に実施され、橋（ヴァルトシュレスヒェン橋）の建設が決まった。そこで、翌年の第30回世界遺産委員会で危機遺産リストに加えられるとともに、建設が開始されたならば、世界遺産リストからの抹消もありうると決議された。
ドレスデンの住民投票では、賛成した場合に世界遺産リストから抹消されうるという危険性が周知されていなかったとして、若年層を中心に反対意見が出されることとなった。また、委員会の決定を受け、ドレスデンの市議会では建設中止が決議されたが、これを州政府が拒否し、ザクセン州裁判所と連邦憲法裁判所も支持した。しかし、すぐさま建設が強行されなかったことから、2007年の第31回世界遺産委員会では、ひとまず結論は先送りとされた。この時期のドイツでは、世界遺産委員会の姿勢に対する不満なども報じられていたという。
第32回世界遺産委員会（2008年）の時点で既に工事が始まっていたが、ドレスデン市当局が計画の変更などを模索している旨の報告があり、建設の撤回とすでに着工された部分の復元を条件になおも1年の猶予が与えられることとなった。しかし、ドレスデン州議会が建設の推進を決議し、2008年11月に上部構造の建設が始まると、もはや不可逆の状態に至ったものとして、翌年の第33回世界遺産委員会で抹消が決議された。第32回の時点で着工されていたこともあり、この第33回委員会では抹消やむなしという雰囲気があったという。形式的にオマーン当局による要請という形になったアラビアオリックスの保護区と異なり、世界遺産委員会が主体的に抹消を決議した最初の事例である。
決議では付帯事項として、文化的景観としての完全性は損なわれたものの、顕著な普遍的価値を有する部分も残ることから、異なる資産範囲と価値基準での再推薦を妨げない旨が盛り込まれた。なお、問題となったヴァルトシュレスヒェン橋は、2013年8月に開通しており、再推薦は当然これを除外したものとなるはずである。しかし、その具体的な区域設定には難航も予想されている。少なくとも、第39回世界遺産委員会（2015年）終了時点では、ドイツの暫定リスト（世界遺産推薦候補）18件にドレスデン関連は含まれていない。

### 海商都市リヴァプール

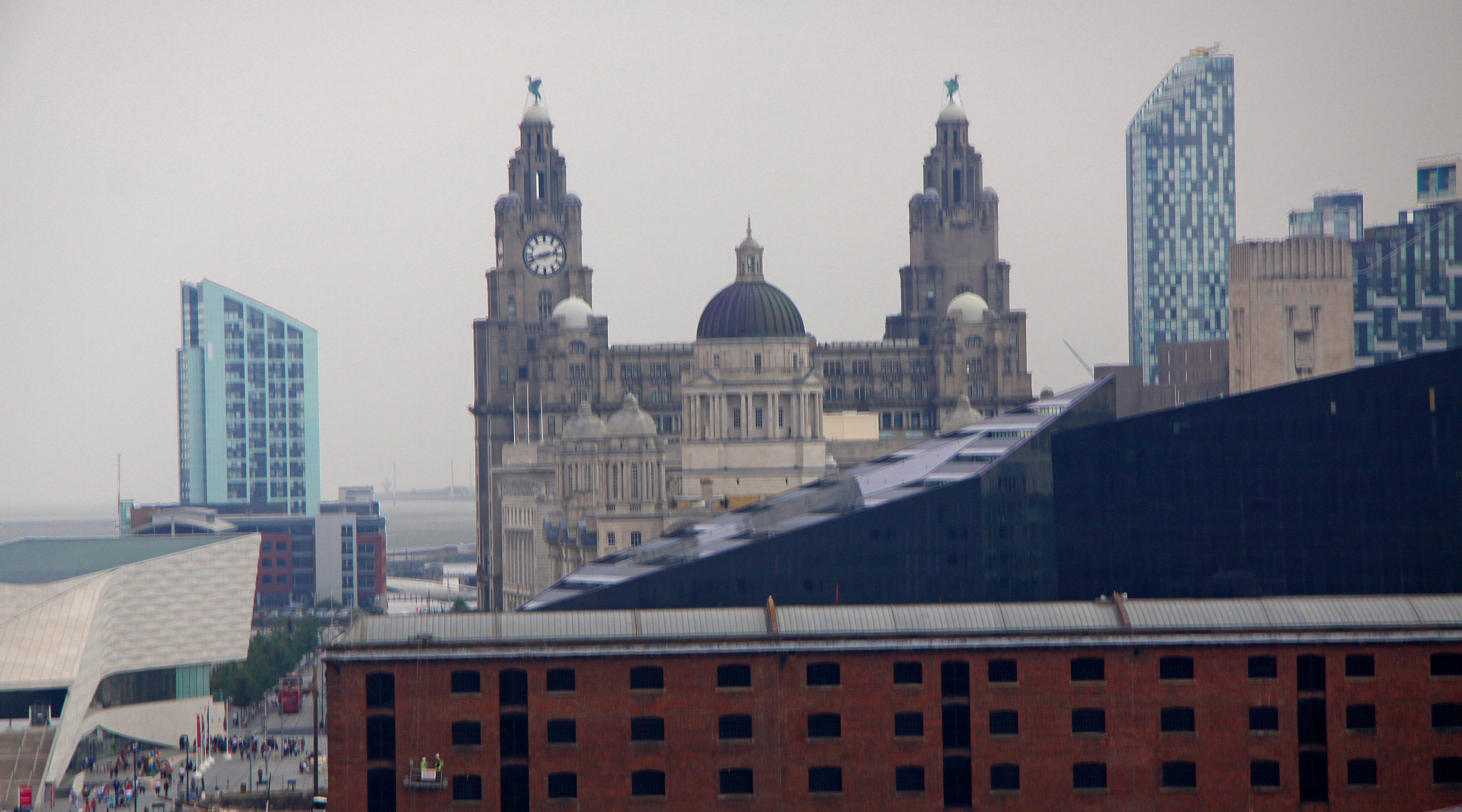
歴史的なレンガ倉庫や教会に現代建築が入り込んできた

海商都市リヴァプールは2004年に登録されたイギリスの世界遺産で、18–19世紀に整備された港湾施設（係留護岸・船渠・荷揚げ後の運送・倉庫・商取引所など）と船乗りのための教会、パブやコーヒーハウスなどの商業施設が往時のまま残されている点が評価されたが、再開発により現代建築が混在するようになり、著しく景観が損なわれ、都市環境破壊であるとして2012年に危機遺産リスト入りした。
リヴァプール市の再開発は、世界遺産登録前後からガラス張り外観の高層ビル建築が相次ぎ、登録審査の際にも問題視された。決定的になったのは、地元のサッカーチーム・リヴァプールFCのホームスタジアムであるアンフィールドの建て替え移築計画が世界遺産登録地に食い込む区域であることが2012年に発表されたことに端を発する。翌年には廃止（解体・埋立）された船渠を復元する計画が承認されたが、その復元方法が現代的であるとして指摘され、「歴史的経緯・背景がある改修・移築(elapsed repair/dismantle)」の評価と原初の状態に戻すことの意義について注目されることになった。その後さらに、運河沿いへの住宅・ホテルや文化ホールの建設計画も俎上にのぼった。特に文化施設はユネスコの創造都市ネットワーク登録地でもあることから、その運営のために必須のものであるとした。
イギリス政府（デジタル・文化・メディア・スポーツ省）や市は、建設計画に関して高さ制限や外観意匠を周囲に馴染ませたトラディショナル・サクセション・アーキテクチャにする設計変更など妥協案を示してきたが、「都市再開発は都市の世界遺産における必然的命題で、リセールバリューしなければ住民の生活向上や世界遺産維持の費用も捻出できない」とし再開発計画は継続するとした。
また、リヴァプールは奴隷貿易やピューリタンのアメリカ移住の出港地となった宗教弾圧の舞台という負の歴史に向き合っていないことや、創造都市ネットワークに伴う街づくりと整合性がとれていないことの指摘もあった（アート活動はユネスコ指針遺産と創造性に基づいたものと主張）。
これに対し文化遺産の諮問機関である国際記念物遺跡会議（ICOMOS）は「世界遺産の保全に際して地域住民・地域コミュニティの参加協力を求めているが、リヴァプールの再開発はジェントリフィケーションを引き起こしており、新住民に今後地元を愛する気持ちが芽生えるか不確定」と指摘。ICOMOSが住民のジェントリフィケーションにまで言及したことは、世界遺産を管理する上で行政は人口滞流まで考慮しなければならない課題を突きつけることになった。
委員会での議決は4日間におよび（中1日休催日を挟み）、非公開での投票によって登録抹消が決定した。審査の経緯は第44回世界遺産委員会#登録抹消審査を参照。
なお、ユネスコと世界遺産委員会は「登録抹消されても再登録することは可能」と伝えたことが報じられているが、過去にそうした実例はなく、運用ガイドラインにもその旨の説明はなく、「一度開発が始まれば不可逆的であり、仮にリヴァプールの現代建築全てを解体撤去しても、一部の港湾施設は既に失われており、以前と同じ条件に整えることは事実上不可能で、慰めにもならない」とする。
登録抹消後、ワイドショー的なテレビ番組では原因分析を取り上げる企画が増え、「オンラインの委員会に外務省の役人でなく、カジュアルな服装の文化省の役人が出演しており、軽く見られたのではないか」や、「最近のウイグル人権問題などでの英中関係の縺れが議長国中国の逆鱗に触れてしっぺ返しを喰らったのではないか」といった見解が飛び交っている。
リヴァプールの登録抹消に関連してイギリス国内では、長らく暫定リストに掲載されていた産業遺産都市のマンチェスターが再開発を優先するため、2014年にリストからの取り下げを申請した経緯が再認識され、今後の世界遺産の在り方についての議論が再燃している。

## 登録範囲の縮小
世界遺産リストに登録された資産は、その価値を強化する構成資産を拡大登録することがしばしば見られる。しかし、逆に登録範囲が縮小された事例も存在する。中世グルジア（ジョージア）建築の傑作として世界遺産登録された「ゲラティ修道院」（ジョージアの世界遺産、1994年登録・2017年縮小）がそれである。
この資産は、もともと「バグラティ大聖堂とゲラティ修道院」として登録されたものだった。しかし、バグラティ大聖堂の大規模な再建計画を理由に、2010年に危機遺産リストに登録された。バグラティ大聖堂の再建案は、世界遺産としての完全性と真正性を満たさなくなるとの危惧からである。その再建工事が実際に行なわれ、世界遺産としての顕著な普遍的価値が失われたと判断されたことから、バグラティ大聖堂を世界遺産リストから抹消し、ゲラティ修道院単独での登録に切り替える申請がなされたのである。
最初に俎上に載ったのは第39回世界遺産委員会でのことだった。世界遺産委員会の諮問機関である国際記念物遺跡会議 (ICOMOS) は、ゲラティ修道院単独でもその顕著な普遍的価値の証明は可能と判断したが、保存計画の不備などから「情報照会」を勧告した。委員会審議でもその判断が踏襲されたため、「情報照会」決議となり、バグラティ大聖堂のリストからの抹消はひとまず見送られた。しかし、条件を整えて再度俎上に載せられた第41回世界遺産委員会では、ICOMOSも縮小の「承認」を勧告し、委員会でも承認が決議された。結果、世界遺産登録名は「ゲラティ修道院」となり、危機遺産リスト登録理由が解消されたことから、危機遺産リストから除去された。

## 回避された事例
過去には世界遺産リストからの抹消の可能性が検討されたものの、回避された事例も存在する。以下のリストは登録年順に並べてあるので、問題が顕在化した時期は前後している場合がある。
| 画像 | 資産名             | 保有国           | 登録年 | 分類 | 危機遺産登録期間          |
| --- | ------------------ | ---------------- | ------ | ---- | ------------------------- |
| | ガランバ国立公園   | コンゴ民主共和国 | 1980年 | 自然 | 1984年 - 1992年、1996年 - |
| ガランバ国立公園はキタシロサイの貴重な生息地域であり、かつては1,000頭以上が生息していた。しかし、密猟のほか、近隣諸国の内戦や政情不安によって流入した兵士らによる殺戮により、2005年12月時点でのキタシロサイの生息数は10頭以下となっていた。その年7月の第29回世界遺産委員会では、翌年の委員会の時点でキタシロサイが確認されなかった場合の、登録抹消の可能性が指摘された。その後、2012年の第36回世界遺産委員会ではついに野生絶滅に至った可能性が認められたが、登録抹消ではなくキタシロサイの再導入などによる環境改善が勧告されるにとどまった。 |                    |                  |        |      |                           |
| | カカドゥ国立公園   | オーストラリア   | 1981年 | 複合 | なし                      |
| カカドゥ国立公園はすぐれた岩絵群が残るアボリジニの聖地であるとともに、固有の生物相を多く含む自然保護区である。しかし、一帯には豊富なウラン鉱脈が存在し、1979年の国立公園設定時点で開発予定区域が除外されていた。そして、除外された地区の一つであるジャビルカ地区でのウラン採掘事業が、自然と文化的伝統の双方にとって脅威になるとして反対運動が起こった。この計画については世界的な注目を集め、危機遺産登録を要請する声が高まった。2000年の第24回世界遺産委員会ではひとまず危機遺産登録も回避されたものの、当時UNESCO事務局長だった松浦晃一郎はこの審議を後に振り返り、登録抹消の可能性も視野に入っていたが、それを是が非でも回避しようとするオーストラリア当局が開発延期を決めたと述べた。 |                    |                  |        |      |                           |
| | ケルン大聖堂       | ドイツ           | 1996年 | 文化 | 2004年 - 2006年           |
| ケルン大聖堂は、1248年から1880年まで中断を挟んで600年以上を費やして建設された大聖堂で、「ゴシック建築の最高峰」と評されることもある。その尖塔の高さ157 mは、完成当時には世界最高を誇った。問題となったのは周辺の開発で、ケルンの傑出したランドマークであった大聖堂の象徴性を弱める高層建築群が計画されていた。そのため、2004年には危機遺産リストに登録され、景観問題を理由とする初の事例となった。そして、第29回世界遺産委員会（2005年）で登録当時の大臣書簡（周辺環境に留意する旨の文言があった）との齟齬が問題視され、「作業指針」第192段落bに抵触する可能性が指摘されたことで、次回での登録抹消の可能性が明記された。ケルン市当局は当初、都市の発展を理由として規制に消極的だったが、登録抹消による観光収入悪化への懸念などもあり、最終的には建造物群の高さ規制に踏み切った。これにより、危機遺産登録は2006年に解除された。 |                    |                  |        |      |                           |
| | ウィーン歴史地区   | オーストリア     | 2001年 | 文化 | 2017年 -                  |
| ウィーン歴史地区は、古代ローマ時代以来の歴史を持つウィーンにおいて、中世から近代までの時代ごとに異なる多様な建造物群が保存された地区である。また同時に、「音楽の都」として、ヨーロッパ音楽史の発展と密接に結びついてきた都市でもある。しかし、2001年の世界遺産リスト登録直後に、緩衝地域での高層ビル建築計画が明らかになり、世界遺産委員会ではそのまま実行された場合、世界遺産リストから抹消すべきという提案まで出されることとなった。このケースでは計画が修正されたため、抹消はもちろん、危機遺産リストに記載されることも回避された。2005年には世界遺産条約締約国会議で「世界遺産と現代建築に関するウィーン覚書」が発せられ、都市の景観保護の重要性なども謳われた。しかし、再び高層建築を含む再開発計画が持ち上がり、2017年に危機遺産リスト入りし、登録抹消の可能性も出てきている。                                           |                    |                  |        |      |                           |
| | 月の港ボルドー     | フランス         | 2007年 | 文化 | なし                      |
| ボルドーはガロンヌ河岸の三日月状の屈曲部に発達したことから、「月の港」の異名を持つ。貿易港として繁栄した18世紀に築かれた古典主義建築・新古典主義建築群が残る。しかし、世界遺産登録直後に歴史的な旋回橋が取り壊され、代替橋が計画されていることが明らかになったため、登録翌年の第32回世界遺産委員会では、次回の登録抹消を視野に入れた決議がなされた。その第33回世界遺産委員会ではICOMOSが代替橋の影響を限定的としたのに対し、世界遺産センターが逆の評価を下し、両論併記される形で委員会審議に掛けられた。結局、フランス当局に更なる改善が要請されるにとどまり、それ以上の対応はなされなかった。 |                    |                  |        |      |                           |
| | セルース猟獣保護区 | タンザニア       | 1982年 | 自然 | 2014年 -                  |
| セルース猟獣保護区には、現在でもなお人が踏み込まない原生林があり、道路や観光施設の建設を認めてこなかった保護政策が評価され世界遺産に登録されたが、密猟が深刻になり2014年に危機遺産リスト入りした。さらに保護区を流れるルフィジ川に建設中の水力発電ダムが2022年に完成することで渇水が確実となり、緩衝地帯に工業団地の誘致計画も進行しているため、野生生物に甚大な被害をもたらすことが明白となった。2021年の第44回世界遺産委員会において登録抹消審査が行われる旨の勧告が出されていたこともあり、タンザニアは環境・開発分野の官僚や研究者などを呼び寄せて協議しながら委員会に対応し、ダムは一定量の放水をするなどの妥協案を示し、運用開始後の環境への影響を再調査することで抹消処分は見送られた。 |                    |                  |        |      |                           |